# Монтања II (Кампобасо)
Монтања II је насеље у Италији у округу Кампобасо, региону Молизе.
Према процени из 2011. у насељу је живело 26 становника. Насеље се налази на надморској висини од 550 м.